# Oleg Jemeljanowitsch Kutafin

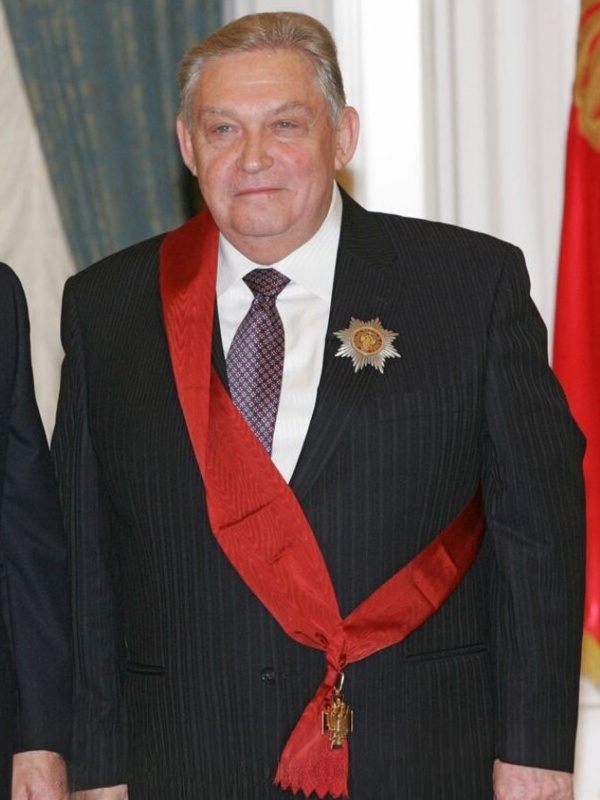
Oleg Kutafin (2007)

Oleg Jemeljanowitsch Kutafin (russisch Олег Емельянович Кутафин; * 26. Juni 1937 in Odessa; † 4. Dezember 2008 in Moskau) war ein russischer Jurist und Professor.

## Leben
Kutafin studierte Jura an der Moskauer Lomonossow-Universität. Seit 1964 lehrte er am Juristischen Institut für Fernunterricht in Moskau, seit 1971 – an seiner Alma Mater. Von 1973 bis 1982 war er stellvertretender Dekan der juristischen Fakultät der Lomonossow-Universität, 1979 wurde er dort habilitiert und zwei Jahre später wurde ihm der Professortitel verliehen. 1987 kehrte er als Rektor an das Juristische Institut für Fernunterricht zurück. Er leitete die später in Moskauer Juristische Akademie (jetzt Universität) umbenannte Hochschule bis zu seinem Tod im Dezember 2008. Danach wurde sie nach Kutafin benannt.
Kutafin – ein Spezialist für Verfassungsrecht – war an der Herausarbeitung der russischen Verfassung beteiligt. Später war er stellvertretender Sekretär der Gesellschaftlichen Kammer Russlands und Präsident des russischen Juristenverbandes. Zudem war Kutafin Mitglied der Russischen Akademie der Wissenschaften. Kutafin wurde mit dem Verdienstorden für das Vaterland aller vier Klassen ausgezeichnet. Nach seinem Tod wurde er auf dem Moskauer Nowodewitschi-Friedhof beerdigt.